# 유럽 프로 축구 리그 협회
유럽 프로 축구 리그 협회(The European Leagues)는 2005년 설립된 유럽 프로 축구 리그 협회로 전신은 1997년 조직된 유럽연합 프리미어 프로 축구 리그 협회(Association of the European Union Premier Professional Football Leagues, EUPPFL)다. 현재 33개국, 39개의 프로 리그와 클럽 협회로 구성하고 있고 본부는 2004년부터 스위스 니옹에 있다.
초기 설립 멤버는 그리스, 네덜란드, 덴마크, 독일, 벨기에, 스웨덴, 스페인, 스코틀랜드, 오스트리아, 이탈리아, 잉글랜드, 포르투갈, 프랑스, 핀란드 등 총 14개국 리그 협회이며 현재는 회원이 33개국까지 늘었다.

## 역사
1997년, 리그 협회와 각 리그 단체들이 축구 정책 등 다양한 문제에 대해 여러 국제 축구 기구 내에서 더 많은 영향력을 행사하기 위해 잉글랜드의 프리미어 리그와 이탈리아의 리가 세리에 A의 주도하에 유럽연합 프리미어 프로 축구 리그 협회(Association of the European Union Premier Professional Football Leagues, EUPPFL)라는 명칭으로 설립되었다.
초기에는 각 국의 최상위 리그만이 회원으로 가입할 수 있었지만 2005년에 유럽연합 프리미어 프로 축구 리그 협회가 유럽 프로 축구 리그 협회(European Professional Football Leagues, EPFL)로 전환되었고 하위 리그 단체에게도 회원 자격을 부여하면서 더 많은 단체들이 가입했다. 2006년에 가입한 잉글랜드 풋볼 리그 (EFL)는 처음으로 회원이 된 하위리그의 리그 협회다.
유럽 프로 축구 리그 협회에는 축구 리그 협회 뿐만 아니라 몇몇의 클럽 협회도 가입을 하고 있어 2018년 4월에 프로 축구 리그 협회라는 명칭을 줄여서 좀 더 포괄적인 의미로 유럽 리그라 칭하고 있다.

## 회원
모든 회원의 목록은 2024년 6월 기준이다.

### 회원국
현재 각 33개국을 대표하는 리그와 협회들이 활동하고 있다.
- 그리스
- 네덜란드
- 노르웨이
- 덴마크
- 독일
- 몰타
- 벨기에
- 북아일랜드
- 불가리아
- 라트비아
- 루마니아
- 세르비아
- 스위스
- 스웨덴
- 스코틀랜드
- 슬로바키아
- 아이슬란드
- 아일랜드
- 아제르바이잔
- 알바니아
- 오스트리아
- 우크라이나
- 웨일스
- 이탈리아
- 이스라엘
- 잉글랜드
- 체코
- 카자흐스탄
- 튀르키예
- 포르투갈
- 폴란드
- 프랑스
- 핀란드

### 회원 등급
아래는 각 등급별 회원들에게 요구되는 자격 조건이다.
```
 
31개의 단체가 소속된 각 정회원의 리그는 
UEFA
의 최상위 프로 리그 조직 공식 목록에 명시된 각 국가의 최상위 프로 축구 리그이며 UEFA 회원국인 국가의 협회나 연맹에서 공인을 받은 리그이다.
```

```
 
4개 단체의 준회원은 UEFA에 소속된 국가 협회 또는 연맹의 회원인 주요 비 최상위 프로 축구 리그이거나 해당 국가의 EL 정회원의 리그에서 공인하는 클럽 협회이다.
```

```
 
4개 단체의 초청 회원은 유럽에 위치하고 있으며 정회원과 준회원 자격이 없는, 각 국가의 협회나 연맹에서 공인하는 리그와 협회 및 클럽 연합이다.
```

### 정회원
| 국가         | 조직                              | 가입연도         | 주관대회                                           |
| ------------ | --------------------------------- | ---------------- | -------------------------------------------------- |
| 오스트리아   | 오스트리아 분데스리가 협회        | 2005             | 분데스리가 2. 리가                                 |
| 아제르바이잔 | 아제르바이잔 프로 축구 리그       | 2013             | 프리미어리그 I 디비전 FA컵 슈퍼컵                  |
| 벨기에       | 벨기에 프로 리그                  | 2005             | 프로 리그 슈퍼컵                                   |
| 체코         | 포트발로바 리그 협회              | 2018             | 포르투나 리가 포르투나 나로드니 리가 체코컵        |
| 덴마크       | 디비지온스프로닝겐                | 2005             | 수페르리가 1. 디비전 2. 디비전 (동부 / 서부)       |
| 잉글랜드     | 프리미어리그 협회                 | 2005             | 프리미어리그                                       |
| 잉글랜드     | 잉글리시 풋볼 리그                | 2006             | 챔피언십 리그 원 리그 투 EFL컵 EFL 트로피          |
| 핀란드       | 핀란드 축구 리그 협회             | 2005             | 베이카우스리가 리가컵                              |
| 프랑스       | LFP                               | 2005             | 리그 1 리그 2 쿠프 드 라 리가 수페르리가           |
| 독일         | 독일 축구 리그                    | 2005             | 분데스리가 2. 분데스리가 DFL-슈퍼컵                |
| 그리스       | 수페르리가 그리스                 | 2005             | 수페르리가 엘라다                                  |
| 아이슬란드   | 이슬렌스퀴르 토프포트볼티         | 2021             |                                                    |
| 이스라엘     | 이스라엘 프로 축구 리그           | 2014             | 리갓 하알 리가 레우밋                              |
| 이탈리아     | 레가 세리에 A                     | 2005             | 세리에 A 코파 이탈리아 수페르리가                  |
| 이탈리아     | 레가 B                            | 2011             | 세리에 B                                           |
| 이탈리아     | 레가 프로                         | 2008             | 세리에 C 코파 수페르코파 프리마베라 3 프리마베라 4 |
| 카자흐스탄   | 카자흐스탄 프로 축구 리그         | 2015             | 프리미어리그 퍼스트 디비전 컵 슈퍼컵               |
| 라트비아     | 푸트볼라 비르스리가               | 2018             | 비르스리가                                         |
| 네덜란드     | 에레디비시 CV                     | 2005             | 에레디비시                                         |
| 네덜란드     | 코오페라시 에이르스터 디비시 U.A. | 2021             |                                                    |
| 북아일랜드   | 북아일랜드 풋볼 리그              | 2019             | 프리미어십 챔피언십 인터미디어트리그 아이리시컵    |
| 노르웨이     | 노르스크 토프포트볼               | 2007             | 엘리테세리엔 1. 디비전                             |
| 폴란드       | 엑스트라클라사 SA                 | 2007             | 엑스트라클라사 슈퍼컵                              |
| 포르투갈     | 리가 포르투갈                     | 2005             | 프리메이라리가 세군다리가 타사 드 리가             |
| 루마니아     | 리가 프로페시오니스타 데 포트발   | (2009–2011) 2014 | 리가 I                                             |
| 스코틀랜드   | 스코티시 프로페셔널 풋볼 리그     | 2005             | 프리미어십 챔피언십 리그 1 리그 2 리그컵 챌린지컵  |
| 세르비아     | 세리비아 수페르리가               | 2010             | 수페르리가                                         |
| 슬로바키아   | 우니아 리고비흐 클루보우          | 2020             | 포르투나 리가                                      |
| 스위스       | 스위스 풋볼 리그                  | 2005             | 슈퍼리그 챌린지리그                                |
| 스웨덴       | 스벤스크 엘리트포트볼             | 2005             | 알스벤스칸 수페레탄                                |
| 우크라이나   | 우크라이나 프리미어리그           | 2009             | 프리미어리그 슈퍼컵                                |

### 준회원
| 국가     | 조직                | 가입연도 | 주관대회                       |
| -------- | ------------------- | -------- | ------------------------------ |
| 네덜란드 | 프로 축구 조합 연합 | 2008     |                                |
| 튀르키예 | 튀르키예 클럽 연합  | 2010     | 쉬페르리그                     |
| 독일     | 독일 축구 연맹      | 2021     | 3. 리가                        |
| 아일랜드 | 리그 오브 아일랜드  | 2022     | 프리미어 디비전 이하 모든 대회 |

### 초청 회원
| 국가     | 조직                    | 가입연도         | 주관대회                                 |
| -------- | ----------------------- | ---------------- | ---------------------------------------- |
| 알바니아 | 알바니아 프로 축구      | 2022             | 카테고리아 수페리오레 카테고리아 에 파레 |
| 불가리아 | 불가리아 프로 축구 리그 | (2007–2012) 2022 | 파르바리가 브토라리가 쿠파 나 불가리야   |
| 몰타     | 몰타 프리미어리그       | 2022             | 프리미어리그                             |
| 웨일스   | 웨일스 축구 협회        | 2023             | 컴리 프리미어 이하 모든 대회             |

### 이전 회원
이전 EPFL 회원
- 슬로베니아
  - 프르바리가 협회 (2006–2012, 탈퇴)

- 우크라이나
  - 우크라이나 프로 축구 리그 (1997–2008, 대체)

- 러시아
  - 러시아 프리미어리그 협회 (2007–2022, 퇴출)[3]

  - 풋볼 내셔널 리그 (2011–2022, 퇴출)

  - 러시아 프로 축구 리그 협회 (2007–2022, 퇴출)

- 스페인
  - 스페인 프로축구연맹 (2005–2023, 탈퇴)[4]

- 리투아니아
  - 리투아니아 A 리가 축구 클럽 협회 (2018–2023, 탈퇴)

## 구성
유럽 프로 축구 리그 협회는 총회(입법 기구), 이사회(집행 기구), 전략위원회(자문 기구)와 행정부(운영 기구)로 구성되어 있다.

### 총회
총회는 협회의 모든 회원들을 소집한다. 총회에서는 협회의 일반적인 정책을 결정하고 이사회에 모든 권한과 영향력을 부여할 수 있는 유럽 리그의 입법 기관이다.
총회는 적어도 일년에 두 번 열린다.

#### 역대 총회
| 이름             | 날짜                | 장소         |
| ---------------- | ------------------- | ------------ |
| 제1회 EPFL 총회  | 2005년 6월 6일      | 런던         |
| 제2회 EPFL 총회  | 2005년 9월 8일      | 니옹         |
| 제3회 EPFL 총회  | 2005년 10월 25-26일 | 마드리드     |
| 제4회 EPFL 총회  | 2005년 11월 30일    | 니옹         |
| 제5회 EPFL 총회  | 2006년 3월 15일     | 니옹         |
| 제6회 EPFL 총회  | 2006년 7월 27일     | 런던         |
| 제7회 EPFL 총회  | 2006년 12월 14일    | 니옹         |
| 제8회 EPFL 총회  | 2007년 4월 16일     | 파리         |
| 제9회 EPFL 총회  | 2007년 7월 26일     | 카디프       |
| 제10회 EPFL 총회 | 2007년 11월 14일    | 마드리드     |
| 제11회 EPFL 총회 | 2008년 4월 2일      | 암스테르담   |
| 제12회 EPFL 총회 | 2008년 7월 30일     | 바르샤바     |
| 제13회 EPFL 총회 | 2008년 10월 8일     | 런던         |
| 제14회 EPFL 총회 | 2009년 3월 5일      | 코펜하겐     |
| 제15회 EPFL 총회 | 2009년 6월 23일     | 모스크바     |
| 제16회 EPFL 총회 | 2009년 10월 30일    | 플로렌스     |
| 제17회 EPFL 총회 | 2010년 3월 11일     | 니옹         |
| 제18회 EPFL 총회 | 2010년 7월 23일     | 파리         |
| 제19회 EPFL 총회 | 2010년 10월 7일     | 런던         |
| 제20회 EPFL 총회 | 2011년 3월 30일     | 맨체스터     |
| 제21회 EPFL 총회 | 2011년 7월 8일      | 비엔나       |
| 제22회 EPFL 총회 | 2011년 10월 25일    | 키예프       |
| 제23회 EPFL 총회 | 2012년 3월 27일     | 맨체스터     |
| 제24회 EPFL 총회 | 2012년 7월 6일      | 이스탄불     |
| 제25회 EPFL 총회 | 2012년 10월 26일    | 에든버러     |
| 제26회 EPFL 총회 | 2013년 3월 15일     | 리스본       |
| 제27회 EPFL 총회 | 2013년 10월 25일    | 파리         |
| 제28회 EPFL 총회 | 2014년 3월 21일     | 아테네       |
| 제29회 EPFL 총회 | 2014년 10월 24일    | 스톡홀름     |
| 제30회 EPFL 총회 | 2015년 3월 15일     | 바르셀로나   |
| 제31회 EPFL 총회 | 2015년 10월 23일    | 바르샤바     |
| 제32회 EPFL 총회 | 2016년 3월 11일     | 제네바       |
| 제33회 EPFL 총회 | 2016년 10월 21일    | 취리히       |
| 제34회 EPFL 총회 | 2017년 3월 31일     | 포르투       |
| EPFL 비상 총회   | 2017년 6월 6일      | 모스크바     |
| 제36회 EPFL 총회 | 2017년 10월 20일    | 텔아비브     |
| 제37회 EL 총회   | 2018년 4월 6일      | 에든버러     |
| 제38회 EL 총회   | 2018년 10월 18일    | 프랑크푸르트 |
| 제39회 EL 총회   | 2019년 4월 5일      | 리스본       |
| 제40회 EL 총회   | 2019년 10월 18일    | 런던         |
| 제41회 EL 총회   | 2020년 12월 11일    | 온라인       |
| 제42회 EL 총회   | 2021년 3월 26일     | 온라인       |
| 제43회 EL 총회   | 2021년 10월 22일    | 밀란         |
| 제44회 EL 총회   | 2022년 4월 29일     | 이스탄불     |
| 제45회 EL 총회   | 2022년 11월 18일    | 포르투       |
| 제46회 EL 총회   | 2023년 4월 21일     | 프라하       |
| 제47회 EL 총회   | 2023년 10월 27일    | 리가         |
| 제48회 EL 총회   | 2024년 4월 26일     | 런던         |

### 이사회
이사회는 협회의 집행 기구로 총 13명의 위원으로 구성되며, 각각 4년 임기의 선출직이다. 회장(또는 위원회)과 부회장은 이사회 구성원 중에서 임명되며 반드시 총회에서 비준되어야 한다.

#### 현재 이사진 명단
- 페드루 프로엔사 (회장)
  - 리가 포르투갈

- 클라우디우스 셰퍼 (부회장)
  - 스위스 풋볼 리그

- 로린 패리스
  - 벨기에 프로 리그

- 크라우스 톰센 
  - 덴마크 리그 협회

- 마티유 모회이
  - 프리미어리그

- 존 네이글
  - 잉글리시 풋볼 리그

- 뱅자맹 비아르
  - 프랑스 프로축구연맹

- 마르크 렌츠
  - DFL

- 루이지 데 시에르보
  - 레가 세리에 A

- 얀 더 용
  - 에레디비시 CV

- 마르친 아니무츠키
  - 엑스트라클라사

- 닐 동커스터
  - 스코티시 프로페셔널 풋볼 리그

- 미할 메르티니아크
  - 슬로바키아 리그 클럽 연합

### 전략위원회
전략위원회는 협회의 의사 결정 과정을 강화하고 다음의 전략 분야에서 모든 EL 회원 리그의 참여를 강화하기 위한 자문 기관이다.
리그 축구 문제 위원회
- 목표: 아래의 주요 분야내에서 축구와 관련된 문제를 모니터링하며 식별 및 분석한다.
  - 대회 관련 문제
  - 선수&이적 문제
  - 유소년 문제

리그 비즈니스, 규제, EU 문제 위원회
- 목표: 아래의 주제에 해당하는 주요 문제에 대해서 모니터링하며 연구 및 토론한다.
  - 비즈니스 문제
  - 규제 문제
  - EU 문제

### 행정부
행정부는 협회의 운영 기구이다. 이사회와 총회에서 협회의 목적을 달성하는데 필요한 전략을 시행하도록 위임받고 있으며, 협회의 일상적인 행정 및 재정 관리를 책임진다.
사무총장이 이끄는 행정부는 다음과 같은 분야를 책임 지고 있다.
- 재정 및 행정
- 회원 서비스
- 법률 서비스
- 통신
- 축구 이해관계자 및 EU 기구 간의 운영 교섭

행정부는 다음과 같은 서비스 및 활동을 수행한다.
- 총회, 이사회 및 회장이 내린 결정의 준비 이행 및 후속 조치
- 모든 전략 위원회, 태스크 포스 및 운영 그룹의 준비 및 후속 조치
- 회원 리그, 축구 이해관계자 및 유럽 기관과의 연결
- 모든 총회 및 이사회 회의 일정 조정
- 프로 축구와 관련된 다양한 문제에 대한 회의나 세미나 및 워크숍을 포함한 협회의 모든 행사를 조직 및 준비
- 벤치마킹 및 연구 보고서를 포함한 지식 공유 플랫폼의 생성 및 관리,
- 새로운 리그 전략사업계획 개발 지원
- 협회 내,외부와의 의사소통
- 회원 후보들에 대한 조언
- 회장과 이사회에 의해 배정된 다른 업무의 이행.

#### 주요 구성원
- 자코 슈와르트 (상무이사)
- 알베르토 콜롬보 (사무처장)
- 크리스 게르스틀 (사업개발 & 지식센터장)
- 안토니 블랙번 (비즈니스 개발 및 프로젝트 책임자)
- 암파로 레이그 (행사 & 사무 책임자)
- {{국기그림|프랑스} 메디 트라이파 (커뮤니케이션 & 프로젝트 책임자)

#### 외부 고문
- 바룬 무랄리다라 (컨설턴트 데이터 솔루션 설계자)

## 같이 보기
- 유럽 클럽 협회